# Kathedrale von Guatemala-Stadt

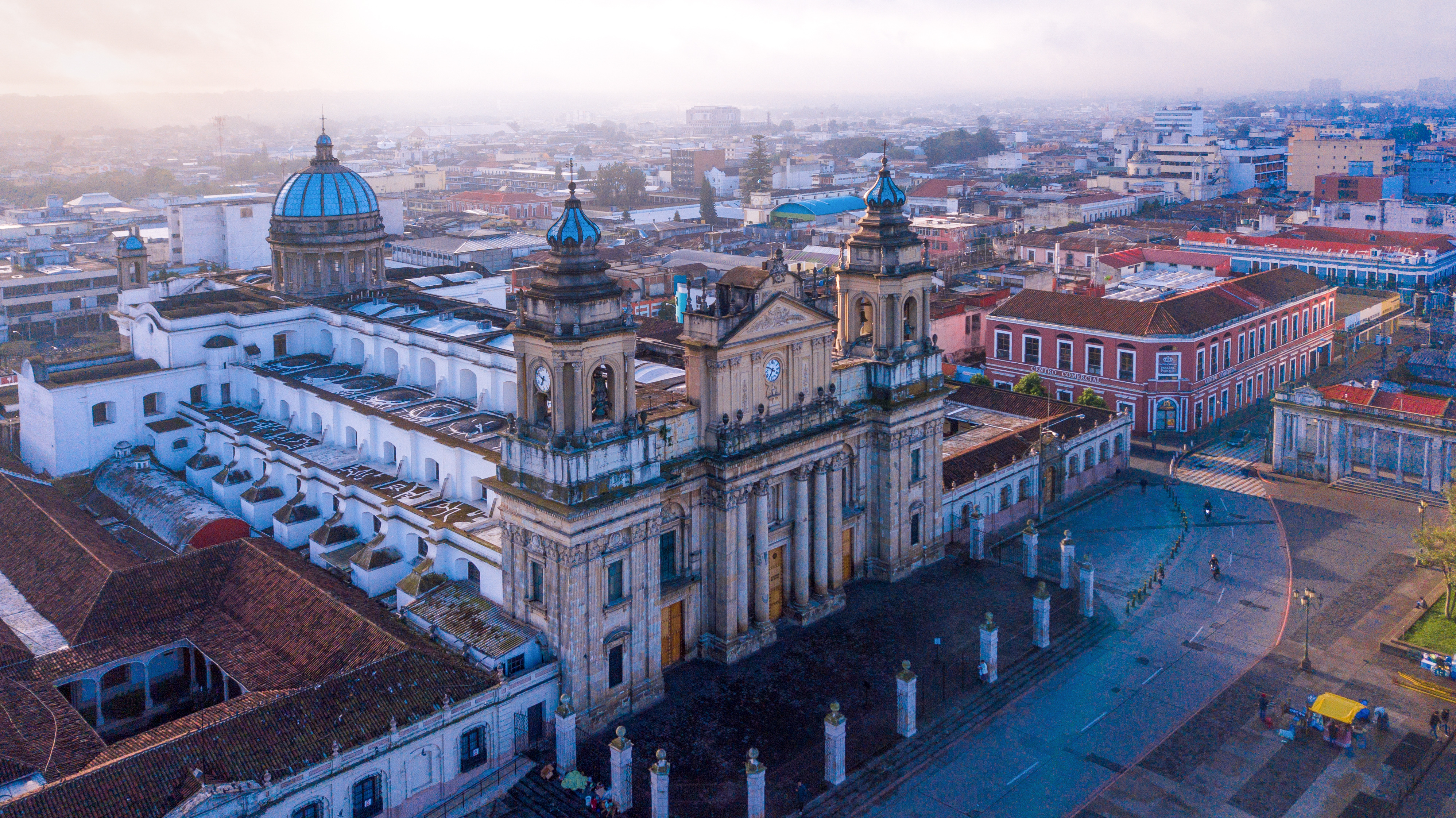
Kathedrale von Guatemala-Stadt

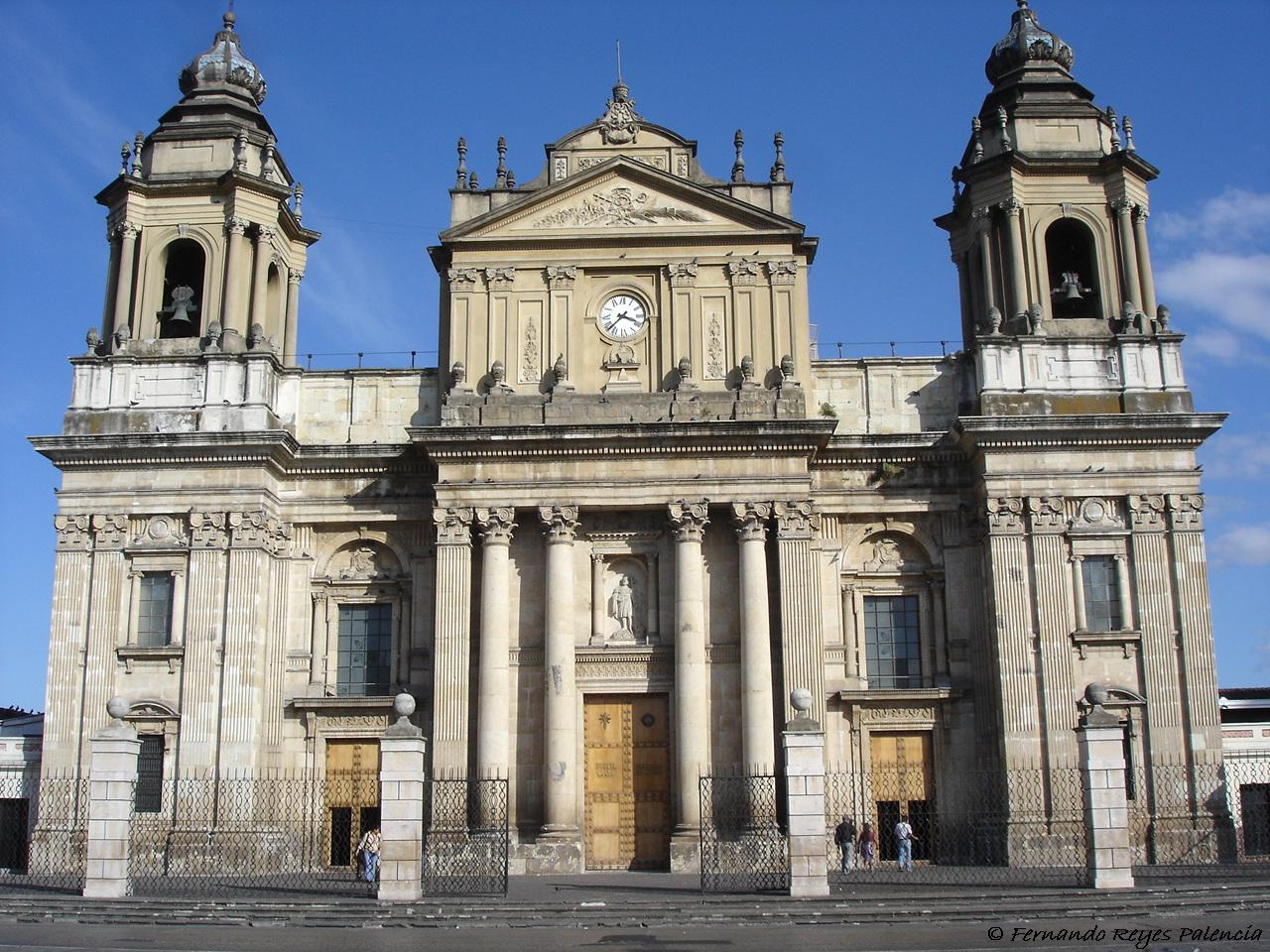
Fassade

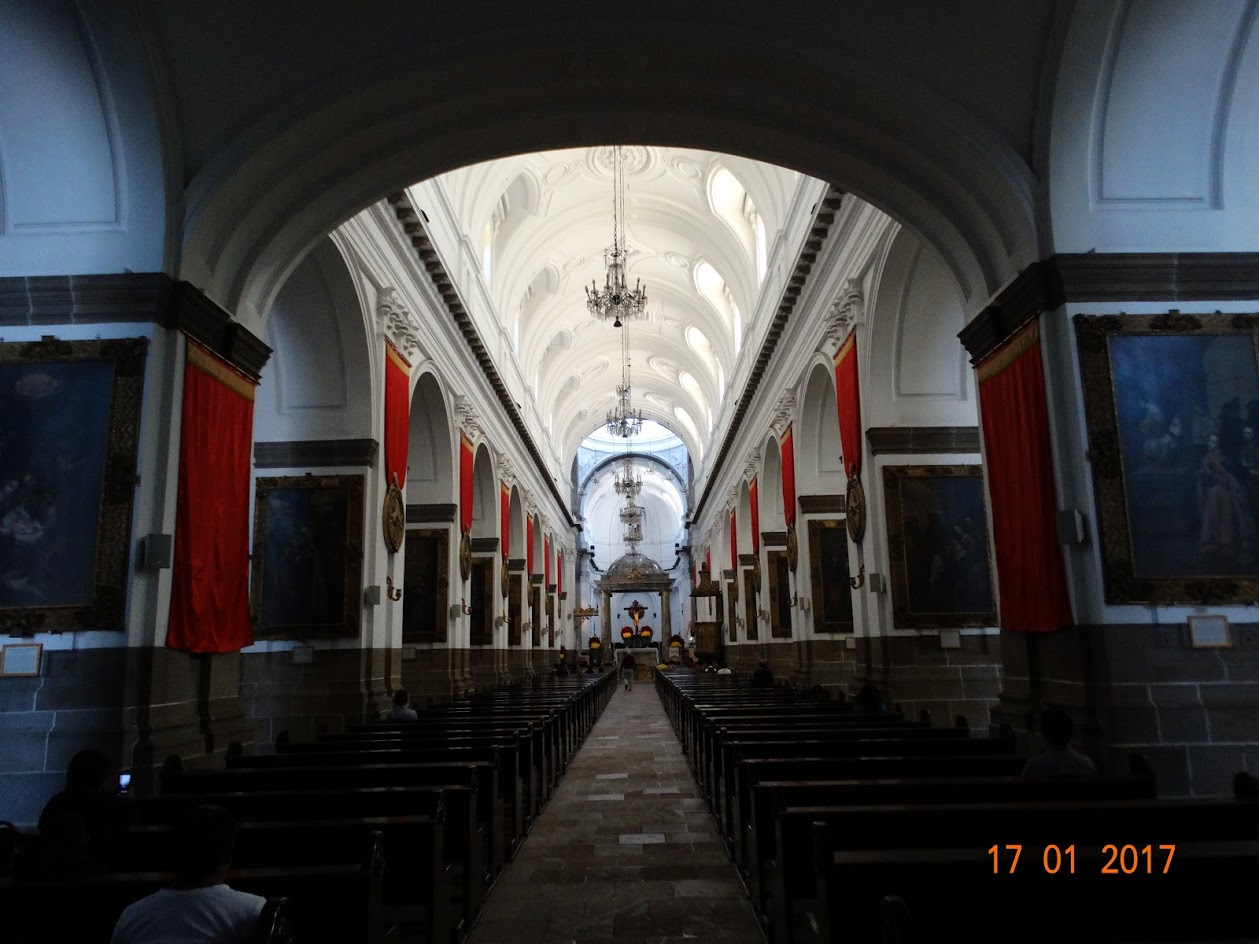
Langhaus und Vierung

Die Kathedrale von Guatemala-Stadt trägt das Patrozinium des Apostels Jakobus d. Ä. (Santiago) und ist der Sitz des römisch-katholischen Erzbistums Santiago de Guatemala.

## Lage
Die Kathedrale befindet sich an der Plaza de la Constitución im historischen Zentrum (Centro Histórico) von Guatemala-Stadt, der ca. 1500 m hoch gelegenen Hauptstadt des mittelamerikanischen Staates Guatemala.

## Geschichte
Das Bistum wurde bereits am 18. Dezember 1534 durch Papst Paul III. als Bistum Santiago de Guatemala gegründet; es hatte für wenige Jahre seinen Sitz in Iximché, danach in Almolonga. Erster Bischof war der Spanier Francisco Marroquín († 1563). Ein Erdrutsch zerstörte im Jahr 1541 die Ansiedlung und so verlagerte man den Ort ins Panchoy-Tal in das heutige Antigua Guatemala. Mit Erhebung des Bistums Mexiko zum Erzbistum im Jahr 1546 wurde das Bistum dem Erzbistum Mexiko unterstellt. Im Jahr 1671 wurde die alte Kathedrale abgerissen und man begann mit dem Bau einer barocken Kathedrale, die bereits in den 1680er Jahren fertiggestellt wurde. Durch Papst Benedikt XIV. wurde das Bistum Guatemala am 16. Dezember 1743 zum Erzbistum erhoben, doch erfolgte die offizielle Umbenennung in „Erzbistum Santiago de Guatemala“ erst im Jahr 2013.
Die heutige Kathedrale von Guatemala-Stadt wurde nach der Aufgabe und Verlegung der im Jahr 1773 durch ein verheerendes Erdbeben zerstörten alten Hauptstadt in den Jahren 1782 bis 1815 erbaut; die beiden Glockentürme (campanarios) wurden 1867 begonnen und 1871 fertiggestellt. Wenngleich die Kuppel erneuert werden musste und Statuen zerstört wurden, haben die teilweise meterdicken Mauern größere Schäden durch die Erdbeben von 1917/18 und 1976 verhindert.

## Architektur
Die ca. 38,50 m breite und vertikal in fünf Teile gegliederte Fassade zeigt deutliche klassizistische Elemente (z. B. Kannelierungen); die drei Portale befinden sich in der Flucht der Fassade, deren Mittelteil sowie die seitlichen Türme risalitartig vorspringen. Der dreischiffige und knapp 84 m lange Kirchenbau besitzt Seitenkapellen; das ca. 18,45 m hohe Mittelschiffsgewölbe ist durch Fenster in den Stichkappen eigenständig belichtet. Die Vierung wird von einer Kuppel mit Fensterkranz und aufsitzender Laterne überhöht und belichtet.